# Красные камни
Красные камни — горное ущелье, популярное место отдыха жителей Норильска. Находится в шести километрах восточнее Талнаха.
Ущелье Красные камни расположено в горном массиве Хараелах. Оно образовано двумя безымянными вершинами, обозначенными на карте только высотами: 578,9 м и 615,1 м. Западнее этих двух гор расположена гора Отдельная, где находится горнолыжная база. Красные камни — одно из самых популярных мест отдыха норильчан.
Людей привлекает знаменитый водопад, падающий двумя каскадами в чистейшее озеро глубиной до девяти метров, и горы характерного красно-коричневого оттенка, из-за которых ущелье и получило своё название. Естественный скальный рельеф (высота гор в этом районе 500—600 метров) идеален для занятий скалолазов и туристов.